# Cantonul Périgueux-Nord-Est
Cantonul Périgueux-Nord-Est este un canton din arondismentul Périgueux, departamentul Dordogne, regiunea Aquitania, Franța.

## Comune
- Champcevinel
- Château-l'Évêque
- Périgueux (parțial, reședință)
- Trélissac